# Eupalopsellidae
Eupalopsellidae zijn  een familie van mijten. Bij de familie zijn vijf geslachten met circa 40 soorten ingedeeld.